# Beauvernois
Beauvernois est une commune française située dans le département de Saône-et-Loire en région Bourgogne-Franche-Comté.
Ses habitants sont les Beauvénais

## Géographie

### Description

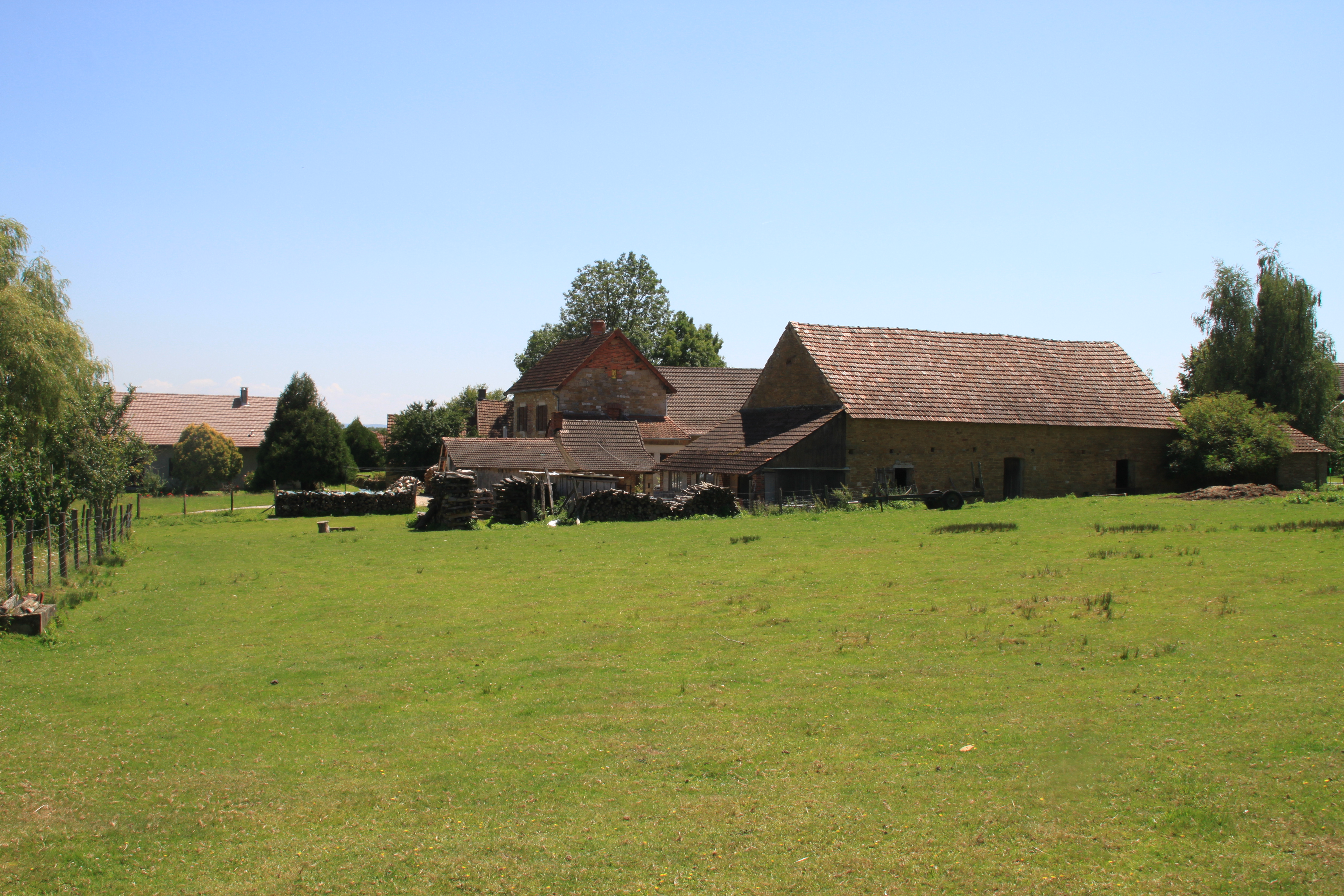
Une ferme.

Beauvernois fait partie de la Bresse louhannaise. C'est la commune la plus orientale de Saône-et-Loire.
Le territoire de la commune présente une particularité remarquable : celle de posséder deux enclaves (l'une de 26 hectares, l'autre de 10 hectares) de la commune de Chêne-Sec du département du Jura (ce qui constitue le seul cas de territoire communal enclavé à l'intérieur du département de Saône-et-Loire).

### Climat
Pour des articles plus généraux, voir Climat de la Bourgogne-Franche-Comté et Climat de Saône-et-Loire.
En 2010, le climat de la commune est de type climat des marges montargnardes, selon une étude du Centre national de la recherche scientifique s'appuyant sur une série de données couvrant la période 1971-2000. En 2020, Météo-France publie une typologie des climats de la France métropolitaine dans laquelle la commune est exposée à un climat semi-continental et est dans une zone de transition entre les régions climatiques « Bourgogne, vallée de la Saône » et « Jura ».
Pour la période 1971-2000, la température annuelle moyenne est de 10,7 °C, avec une amplitude thermique annuelle de 17,4 °C. Le cumul annuel moyen de précipitations est de 1 033 mm, avec 12,3 jours de précipitations en janvier et 8,5 jours en juillet. Pour la période 1991-2020, la température moyenne annuelle observée sur la station météorologique de Météo-France la plus proche, « Lombard », sur la commune de Lombard à 7 km à vol d'oiseau, est de 12,1 °C et le cumul annuel moyen de précipitations est de 1 128,6 mm. 
La température maximale relevée sur cette station est de 39,5 °C, atteinte le 24 juillet 2019 ; la température minimale est de −16,5 °C, atteinte le 5 février 2012,,.
Les paramètres climatiques de la commune ont été estimés pour le milieu du siècle (2041-2070) selon différents scénarios d'émission de gaz à effet de serre à partir des nouvelles projections climatiques de référence DRIAS-2020. Ils sont consultables sur un site dédié publié par Météo-France en novembre 2022.

## Urbanisme

### Typologie
Au 1er janvier 2024, Beauvernois est catégorisée commune rurale à habitat très dispersé, selon la nouvelle grille communale de densité à sept niveaux définie par l'Insee en 2022.
Elle est située hors unité urbaine et hors attraction des villes,.

### Occupation des sols
L'occupation des sols de la commune, telle qu'elle ressort de la base de données européenne d’occupation biophysique des sols Corine Land Cover (CLC), est marquée par l'importance des territoires agricoles (83,4 % en 2018), en diminution par rapport à 1990 (84,5 %). La répartition détaillée en 2018 est la suivante : zones agricoles hétérogènes (67,2 %), forêts (16,6 %), terres arables (10,9 %), prairies (5,3 %). L'évolution de l’occupation des sols de la commune et de ses infrastructures peut être observée sur les différentes représentations cartographiques du territoire : la carte de Cassini (XVIIIe siècle), la carte d'état-major (1820-1866) et les cartes ou photos aériennes de l'IGN pour la période actuelle (1950 à aujourd'hui).

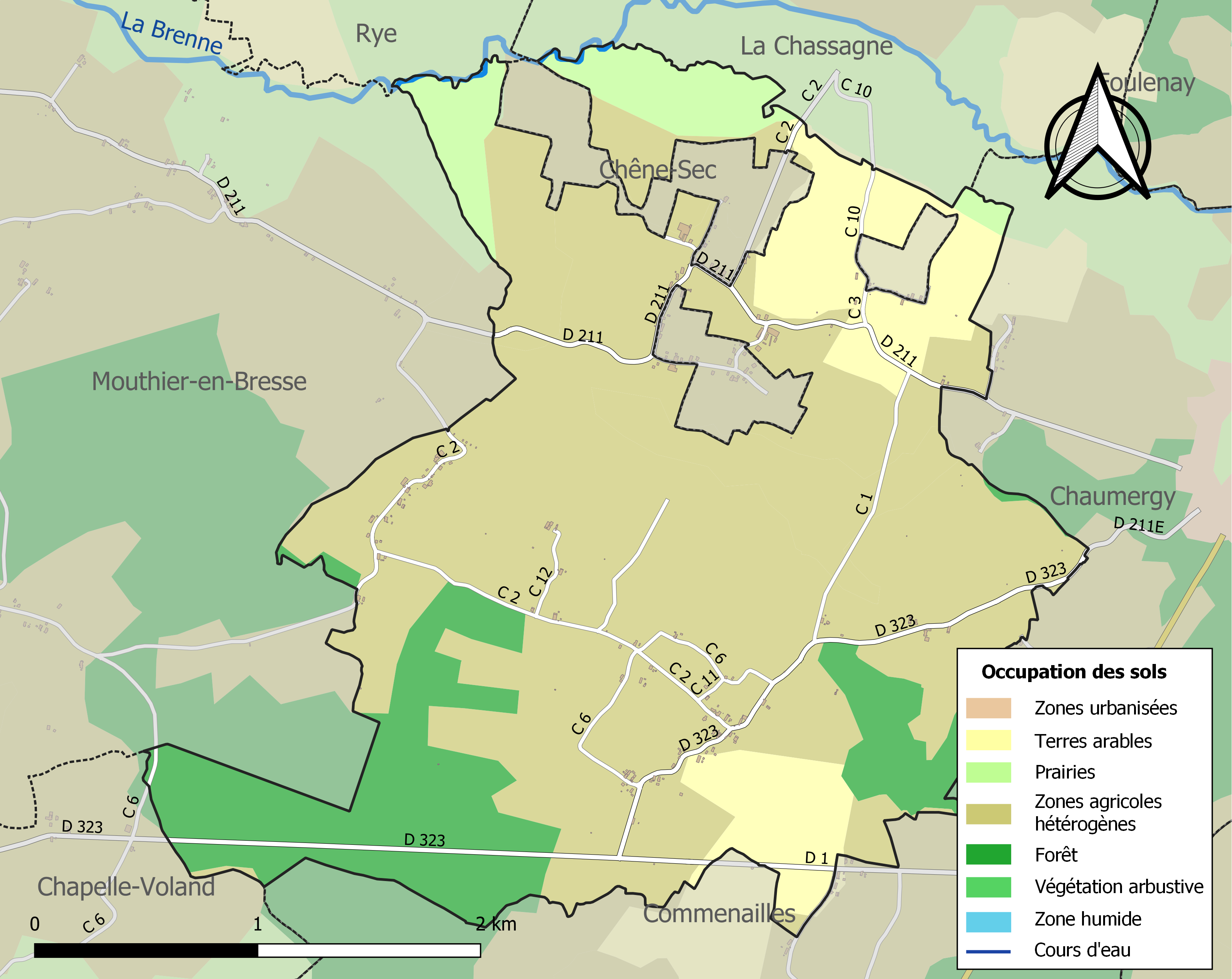
Carte des infrastructures et de l'occupation des sols de la commune en 2018 (CLC).

### Habitat et logement
En 2018, le nombre total de logements dans la commune était de 68, alors qu'il était de 65 en 2013 et de 66 en 2008.
Parmi ces logements, 75 % étaient des résidences principales, 20,6 % des résidences secondaires et 4,4 % des logements vacants. Ces logements étaient pour 97,1 % d'entre eux des maisons individuelles et pour 2,9 % des appartements.
Le tableau ci-dessous présente la typologie des logements à Beauvernois en 2018 en comparaison avec celle de Saône-et-Loire et de la France entière. Une caractéristique marquante du parc de logements est ainsi une proportion de résidences secondaires et logements occasionnels (20,6 %) supérieure à celle du département (7,5 %) et à celle de la France entière (9,7 %). Concernant le statut d'occupation de ces logements, 88,2 % des habitants de la commune sont propriétaires de leur logement (79,6 % en 2013), contre 64,1 % pour la Saône-et-Loire et 57,5 % pour la France entière.
| Typologie                                               | Beauvernois | Saône-et-Loire | France entière |
| ------------------------------------------------------- | ----------- | -------------- | -------------- |
| Résidences principales (en %)                           | 75          | 82,2           | 82,1           |
| Résidences secondaires et logements occasionnels (en %) | 20,6        | 7,5            | 9,7            |
| Logements vacants (en %)                                | 4,4         | 10,3           | 8,2            |

## Histoire

### Époque contemporaine
Le 29 avril 1833 sous la monarchie de Juillet, une loi est promulguée réunissant les communes de Chêne-Sec et de Beauvernois en une seule, dont le chef-lieu est fixé à Beauvernois, et dans le département de Saône-et-Loire. Mais le 5 juin, une ordonnance annonce que c'est par erreur que ce projet de loi a été inséré au Bulletin des Lois. Le projet de la Chambre des députés du 28 janvier incluait en effet la nouvelle commune dans le département du Jura, alors qu'à la Chambre des pairs c'est un projet de loi différent issu de réclamation des autorités locales qui avait été voté, plaçant la commune en Saône-et-Loire. Un nouveau projet de loi est donc proposé à la Chambre des députés le 5 juin, plaçant cette fois la commune en Saône-et-Loire. La procédure semble ne pas avoir eu de suite.
La fusion de Beauvernois avec Chaumergy, dans le Jura, a été envisagée en 2015, mais abandonnée en 2018.

## Politique et administration

### Rattachements administratifs et électoraux

#### Rattachements administratifs
La commune se trouve depuis 1942 dans l'arrondissement de Louhans du département de Saône-et-Loire.
Elle faisait partie depuis 1801 du canton de Pierre-de-Bresse. Dans le cadre du redécoupage cantonal de 2014 en France, cette circonscription administrative territoriale a disparu, et le canton n'est plus qu'une circonscription électorale.

#### Rattachements électoraux
Pour les élections départementales, la commune fait partie depuis 2014 du canton de Nanteuil-le-Haudouin
Pour l'élection des députés, elle fait partie de la quatrième circonscription de Saône-et-Loire.

### Intercommunalité
Beauvernois est membre de la communauté de communes dénommée CC Bresse Nord Intercom' un établissement public de coopération intercommunale (EPCI) à fiscalité propre créé en 1993 et auquel la commune a transféré un certain nombre de ses compétences, dans les conditions déterminées par le code général des collectivités territoriales.

### Liste des maires
| Période                                  | Période                        | Identité         | Étiquette | Qualité                   |
| ---------------------------------------- | ------------------------------ | ---------------- | --------- | ------------------------- |
| Les données manquantes sont à compléter. |                                |                  |           |                           |
| mars 2001                                | Juillet 2020                   | Joël Prost       |           | Retraité                  |
| juillet 2020                             | avril 2022                     | Élisabeth Canard | DLF       | Infirmière Démissionnaire |
| juillet 2022                             | En cours (au 16 décembre 2022) | M. Alix Trossat  |           | Agriculteur               |

## Démographie
L'évolution du nombre d'habitants est connue à travers les recensements de la population effectués dans la commune depuis 1793. Pour les communes de moins de 10 000 habitants, une enquête de recensement portant sur toute la population est réalisée tous les cinq ans, les populations de référence des années intermédiaires étant quant à elles estimées par interpolation ou extrapolation. Pour la commune, le premier recensement exhaustif entrant dans le cadre du nouveau dispositif a été réalisé en 2008.

En 2022, la commune comptait 103 habitants, en évolution de −15,57 % par rapport à 2016 (Saône-et-Loire : −1,06 %, France hors Mayotte : +2,11 %).
| 1793 | 1800 | 1806 | 1821 | 1831 | 1836 | 1841 | 1846 | 1851 |
| ---- | ---- | ---- | ---- | ---- | ---- | ---- | ---- | ---- |
| 313  | 379  | 370  | 391  | 403  | 454  | 456  | 463  | 426  |

| 1856 | 1861 | 1866 | 1872 | 1876 | 1881 | 1886 | 1891 | 1896 |
| ---- | ---- | ---- | ---- | ---- | ---- | ---- | ---- | ---- |
| 414  | 377  | 376  | 394  | 402  | 381  | 365  | 338  | 333  |

| 1901 | 1906 | 1911 | 1921 | 1926 | 1931 | 1936 | 1946 | 1954 |
| ---- | ---- | ---- | ---- | ---- | ---- | ---- | ---- | ---- |
| 310  | 307  | 302  | 253  | 270  | 244  | 228  | 206  | 176  |

| 1962 | 1968 | 1975 | 1982 | 1990 | 1999 | 2006 | 2008 | 2013 |
| ---- | ---- | ---- | ---- | ---- | ---- | ---- | ---- | ---- |
| 171  | 155  | 119  | 97   | 76   | 82   | 88   | 90   | 116  |

| 2018 | 2022 | - | - | - | - | - | - | - |
| ---- | ---- | - | - | - | - | - | - | - |
| 108  | 103  | - | - | - | - | - | - | - |

## Culture locale et patrimoine

### Héraldique
| Blason de Beauvernois | Blason  | Écartelé, le trait du coupé ondé : au 1er d'or à un vergne [aulne] arraché au naturel, au 2e d'azur à un lion d'hermine, au 3e d'azur à un agneau pascal couché et contourné d'argent, tenant une croix haute d'or à la bannière d'argent chargée d'une croisette de gueules, au 4e de sinople à une gerbe de blé d'or ; sur le tout, d'argent à un chêne arraché de sable. |
| Blason de Beauvernois | Détails | Le statut officiel du blason reste à déterminer. |

## Pour approfondir